# Robecco Pavese
Robecco Pavese ist eine Gemeinde (comune) mit 511 Einwohnern (Stand 31. Dezember 2023) in der südwestlichen Lombardei, im Norden Italiens. Die Gemeinde liegt etwa 15 Kilometer südlich von Pavia in der Oltrepò Pavese am Rile San Zeno.

## Verkehr
Durch die Gemeinde führt die Autostrada A21 von Turin nach Brescia.